# Aníbal Roy González
Aníbal Roy González (n. Buenos Aires, 7 de febrero de 1978) es un exfutbolista argentino. Juega de mediocampista y su último equipo fue Cruz Alta de la Liga Tucumana de fútbol.

## Clubes
| Club                   | País      | Año         |
| ---------------------- | --------- | ----------- |
| Vélez Sársfield        | Argentina | 1998 - 2000 |
| O'Higgins              | Chile     | 2000 - 2001 |
| Olimpo de Bahía Blanca | Argentina | 2002 - 2003 |
| San Martín de Mendoza  | Argentina | 2003        |
| Sport Boys             | Perú      | 2004        |
| Manta                  | Ecuador   | 2005        |
| Atlético Tucumán       | Argentina | 2005 - 2007 |
| La Florida             | Argentina | 2007 - 2008 |
| Deportivo Aguilares    | Argentina | 2008 - 2010 |
| Nacional Potosí        | Bolivia   | 2011        |
| Cruz Alta              | Argentina | 2012        |